# Xã White Rock, Quận Roberts, Nam Dakota
Xã White Rock (tiếng Anh: White Rock Township) là một xã thuộc quận Roberts, tiểu bang Nam Dakota, Hoa Kỳ. Năm 2010, dân số của xã này là 246 người.